# Ceylonduva
Ceylonduva (Columba torringtoniae) är en hotad fågel i familjen duvor som enbart förekommer i Sri Lanka.

## Utseende och läten
Ceylonduvan är en medelstor (36 cm) och mörk duva. Ovansidan är skiffergrå med mer violgrått på huvud, hals och undersida, bröstet mörkare. På nacken syns en svartvit fläck och på manteln, bröstet och halssidan purpurglans. Grön kejsarduva är större, saknar nackfläcken samt har metalliskt grön ovansida och rödbruna undre stjärttäckare. Den är mestadels tystlåten men har ett djupt, ugglelikande "hoo" under spelet.

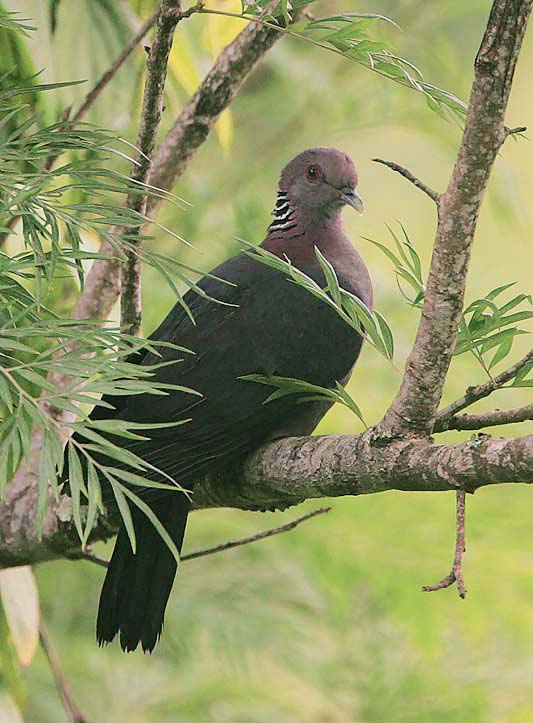

## Utbredning och systematik
Fågeln förekommer enbart i Sri Lanka, i bergstrakter på inre delarna av ön och i närliggande förberg i fuktzonen. Den behandlas som monotypisk, det vill säga att den inte delas in i några underarter. Den tros vara nära släkt med nilgiriduvan (C. elphinstonii) och sjalduvan (C. pulchricollis).

## Status och hot
Ceylonduvan har en liten och världspopulation bestående av under 10.000 häckande individer. Den tros också minska i antal och dess utbredningsområde är kraftigt fragmenterat till följd av skogsavverkning. Enligt Internationella naturvårdsunionen IUCN anses arten hotad och placeras i hotkategorin sårbar.

## Namn
Fågelns vetenskapliga artnamn hedrar Mary Anne Byng Torrington (1805-1885), gift George Byng, 7:e viscount Torrington (1812-1884), guvernör på Ceylon 1847-1850.